# 雷氏不連續面

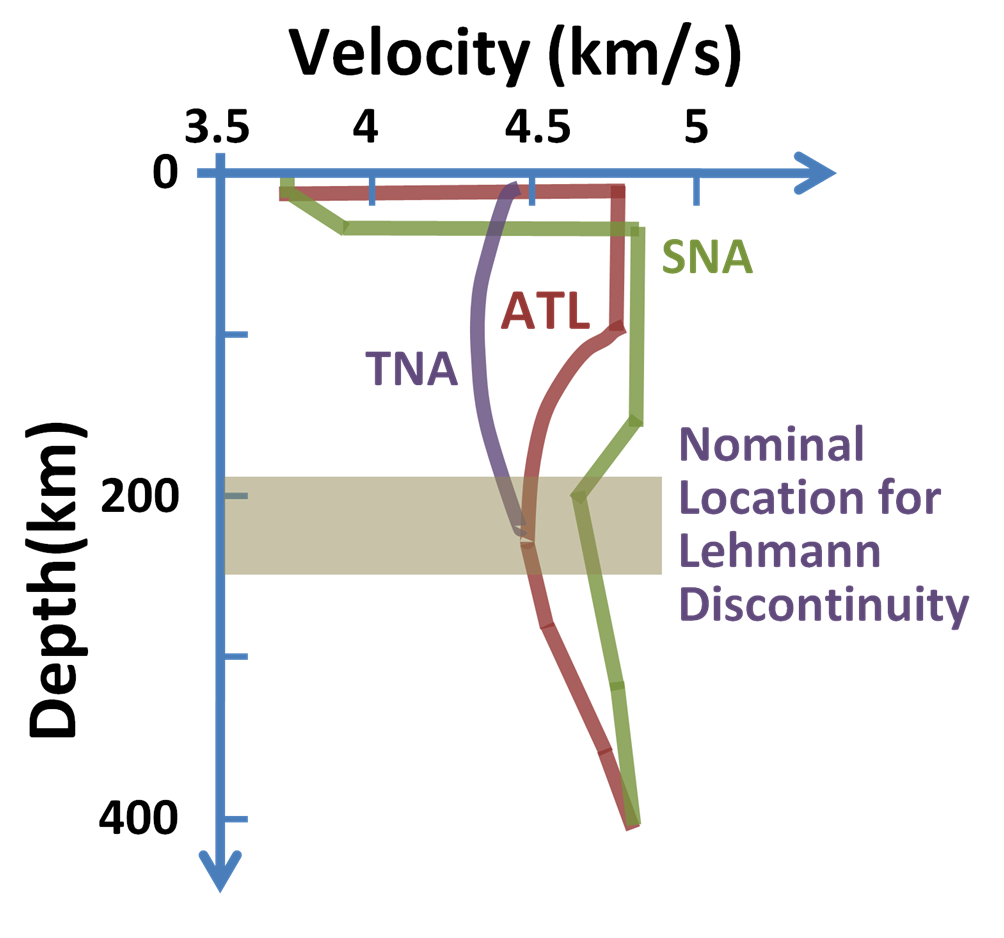
在三個不同板塊之下地震波S波的波速變化。圖中 TNA 是北美板塊、SNA 是北美洲地盾、ATL 是北大西洋。

雷氏不連續面（Lehmann discontinuity）或稱雷嫚不連續面、萊曼不連續面，是指在地球的地函中，地震波P波和S波突然加速的區域，該區域一般在5150km深，為內地核與外地核的交界點公里深處，該區域厚度約220公里。該不連續面由丹麥女性地震學家英格·雷曼於1936年發現並以其姓氏命名。

## 歷史
英格·雷曼於1953年從丹麥大地測量研究所退休，她在該研究所任職的最後幾年和同事的關係不合，部分原因可能是她沒有耐心應付能力不如她的同事。之後萊曼在美國居住數年，並且和莫里斯·尤因以及法蘭克·普萊斯共同研究地殼和地函。這段時間她發現了另一個地震波不連續面，該不連續面位於190～250公里深處，並命名為「雷氏不連續面」作為對她的尊敬。

## 其他用法
1. 大陆地壳
2. 海洋地殼
3. 上地幔
4. 下地幔
5. 外地核
6. 內地核

1. 莫霍不連續面
2. 核-幔邊界
3. 外地核-內地核邊界

部分文獻中，雷氏不連續面是指190～250公里深處的不連續面。

地球內部結構示意圖。

此雷氏不連續面在大陸地殼下存在，但在海洋地殼的大多數區域以下不存在，並且在全球性的平均研究中不容易出現。關於地震波速度增加的現象已有數個解釋提出，例如它的下限和有彈性的軟流圈相連，相變造成震波速度變化；而目前認為最可能的是S波在深度變化時的非均向性 。相關細節請參見唐戸俊一郎著作。

## 相關
- 古氏不連續面 - 地核與地函的交界
- 莫氏不連續面 - 地殼與地函的分界
- 康拉德不連續面 - 地殼內上層矽鋁層和下層矽鎂層分界。

## 延伸閱讀
- P Caloi. . H. E. Landsberg, J. Van Mieghem  (编). . Academic Press. 1967: 167 ff. ISBN 0-12-018812-0. – some historic background.

## 外部連結
- Inge Lehmann, UCLA
- Career highlights of Inge Lehmann from UCLA （页面存档备份，存于）